# Bensen B-10 Propcopter
Le Bensen B-10 Propcopter était un Aéronef à décollage et atterrissage verticaux (ADAV) expérimental non conventionnel, développé aux États-Unis à la fin des années 1950 par Igor Bensen (en).
Le pilote était assis à califourchon sur une poutre, sur laquelle un moteur McCulloch de 72 ch était monté à chaque extrémité, entraînant chacun un rotor de 1,20 m de diamètre permettant de soulever l'appareil, d'une masse de 295 kg. Chacun de ces rotors était entouré par un système de quatre ailettes orientables permettant de diriger le souffle produit. Ce système était relié à un manche de contrôle, permettant au pilote de contrôler l'appareil. Un seul prototype — numéroté N56U — fut construit. Il effectua son premier vol le 6 août 1958 et était apparemment assez difficile à piloter.